# Liste der Venuskrater/F
| Name       | Position          | ⌀       | Benannt nach |
| ---------- | ----------------- | ------- | --- |
| Faiga      | 4,9° N, 170,9° O  | 9,6 km  | angelsächsischer Vorname                                                                                                   |
| Faina      | 71,1° N, 100,7° O | 10 km   | türkischer Vorname |
| Farida     | 4,8° N, 39° O     | 18 km   | aserbaidschanischer Vorname                                                                                                |
| Fatima     | 17,8° S, 31,9° O  | 14,5 km | arabischer Vorname |
| Faufau     | 18,8° N, 8,3° O   | 7,8 km  | polynesischer Vorname |
| Fava       | 0,7° S, 87,4° O   | 9,7 km  | Vorname der Dunganen |
| Fazu       | 32,4° N, 106° O   | 6,1 km  | Vorname der Awaren |
| Fedorets   | 59,7° N, 65,6° O  | 57,6 km | Walentina Alexandrowna Fedorez (1923–1976), sowjetische Astronomin                                                         |
| Felicia    | 19,8° S, 133,5° W | 11,5 km | lateinischer Vorname |
| Ferber     | 26,4° N, 12,9° O  | 23,1 km | Edna Ferber (1887–1968), US-amerikanische Schriftstellerin                                                                 |
| Fernandez  | 76,2° N, 17,2° O  | 23,7 km | M. A. Fernandez (18. Jahrhundert), spanische Schauspielerin                                                                |
| Ferrier    | 15,7° N, 111,3° O | 29,1 km | Kathleen Ferrier (1912–1953), englische Opernsängerin                                                                      |
| Feruk      | 64° S, 107,6° O   | 8,3 km  | Vorname der Niwchen |
| Festa      | 11,5° N, 27,2° O  | 35,3 km | italienische Malerin |
| Fiona      | 5° N, 166,6° O    | 3,5 km  | keltischer Vorname |
| Firuza     | 51,8° N, 108° O   | 6 km    | persischer Vorname |
| Flagstad   | 54,3° S, 18,9° O  | 39,2 km | Kirsten Flagstad (1895–1962), norwegische Opernsängerin                                                                    |
| Florence   | 15,2° S, 85° O    | 10,5 km | englischer Vorname |
| Flutra     | 68,4° S, 112° O   | 6 km    | albanischer Vorname |
| Fossey     | 2° N, 171,3° W    | 30,4 km | Dian Fossey (1932–1985), US-amerikanische Zoologin und Verhaltensforscherin                                                |
| Fouquet    | 15,1° S, 156,5° W | 47,8 km | Marie-Madeleine de Castille (1635–1716), Ehefrau von Nicolas Fouquet, Vicomte de Vaux, Verfasserin medizinischer Schriften |
| Francesca  | 28° S, 57,7° O    | 17 km   | italienischer Vorname |
| Frank      | 13,1° S, 12,9° O  | 22,7 km | Anne Frank (1929–1945), Verfasserin eines Tagebuchs über die Verfolgung durch die Nationalsozialisten                      |
| Fredegonde | 50,5° S, 93,3° O  | 25,2 km | Fredegunde († 597), fränkische Königin                                                                                     |
| Frida      | 68,2° N, 55,6° O  | 21,6 km | schwedischer Vorname |
| Frosya     | 29,5° N, 113,4° O | 9,8 km  | russischer Vorname |
| Fukiko     | 23,1° S, 105,8° O | 13,9 km | japanischer Vorname |